# Godalming
Godalming je město v Jihovýchodní Anglii, ve hrabství Surrey, na břehu řeky Wey. Trvale zde žije přibližně 23 tisíc obyvatel.

## Elektrárna
Roku 1881 v Godalmingu byla vybudována první na celém světě elektrárna, kterou uvedla do provozu firma Siemens.

## Osobnosti
- John Balchen (1670–1744) admirál, v Godalmingu se narodil a žil zde do svých patnácti let než vstoupil do  Royal Navy
- James Oglethorpe (1696–1785) armádní důstojník, zakladatel kolonie Georgia
- Alfred Russel Wallace (1823–1913) přírodopisec, žil Godalmingu mezi lety 1881 a 1889
- George Mallory (1886–1924) učitel a horolezec žil ve Frith Hill od roku 1910 až do smrti
- Matt Parker (* 1980) matematik, spisovatel a komik